# Путково (Рыбновский район)
Путково — деревня в Рыбновском районе Рязанской области. Входит в Истобниковское сельское поселение.

## География
Находится в западной части Рязанской области на расстоянии приблизительно 10 км на северо-восток по прямой от железнодорожного вокзала в городе Рыбное.

## История
Показана была еще на карте 1797 года. На карте 1850 года показана как поселение с 20 дворами. В 1859 году здесь (тогда деревня Рязанского уезда Рязанской губернии) было учтено 13 дворов, в 1897 — 72.

## Население
Численность населения: 180 человек (1859 год), 554 (1897), 33 в 2002 году (русские 82 %), 14 в 2010.